# Nurikabe

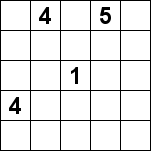
Beispiel eines Nurikabe

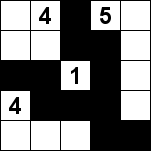
Zugehörige Lösung

Nurikabe (japanisch ぬりかべ, eine unsichtbare Mauer auf der Straße, die nach einem populären Mythos für das Zuspätkommen von Fußgängern verantwortlich ist) ist ein Zahlenrätsel, das von Nikoli erfunden wurde. Es erschien zum ersten Mal in der Zeitschrift Puzzle Communication Nikoli 33 (März 1991). Ein anderer Name für das Rätsel ist Inseln im Strom.

## Regeln
Nurikabe wird auf einem rechteckigen Gitter von beliebiger Größe gespielt. Einige Quadrate enthalten Zahlen. Ziel des Spieles ist es, für jedes Quadrat die Farbe (normalerweise schwarz oder weiß) zu bestimmen.
Dabei gelten die folgenden Regeln:
- Alle schwarzen Quadrate müssen über Kanten miteinander zusammenhängen.
- Ein schwarzes Quadrat der Größe 2×2 darf nicht vorkommen.
- Jede Zahl steht in einem weißen Bereich, der genauso viele weiße Quadrate enthält, wie die Zahl angibt.
  - Im Besonderen sind die Quadrate mit den Zahlen weiß.
- Weiße Bereiche dürfen nicht über Kanten aneinandergrenzen.
- Jeder weiße Bereich enthält nur eine Zahl.

Aufgrund der alternativen Bezeichnung Inseln im Strom werden die weißen Felder oft auch als Inseln, die schwarzen Felder als Strom und schwarze Felder der Größe 2×2 als Teich bezeichnet. Die Regeln lassen sich auch in dieser Bildsprache formulieren, so darf dann beispielsweise kein „Teich“ in der korrekten Lösung vorkommen. Deshalb werden auch manchmal die Felder nicht schwarz, sondern blau oder grün eingefärbt.
Normalerweise wird die Lösung bzw. der Verlauf des Stroms eindeutig durch die vorgegebenen Zahlen festgelegt.

## Lösungsstrategie
Zur Lösung eines Nurikabe versucht man typischerweise zuerst kleine Fragmente schwarz einzufärben, die sich dann nach und nach zu immer größeren Teilstücken verbinden lassen.
Oftmals ist es auch hilfreich, die Felder, die weiß bleiben müssen, kenntlich zu machen, beispielsweise durch einen kleinen schwarzen Punkt in der Mitte.
Da jede Zahl selbst weiß bleiben muss, darf ein Feld mit einer Eins horizontal und vertikal nicht an weiße Felder angrenzen, sodass diese Felder schwarz eingefärbt werden müssen. Des Weiteren darf jeder weiße Bereich nur eine Zahl enthalten und deshalb muss ein Feld an dessen Kanten zwei Zahlen angrenzen schwarz sein. Durch logische Überlegungen lassen sich so noch weitere Regeln finden.